# Битва при Галиарте
Битва при Галиарте — сражение между спартанцами и беотийцами в ходе Коринфской войны.
Согласно спартанскому плану войны, две армии — одна под командованием Лисандра, другая под командованием Павсания — должны были объединиться и напасть на члена Беотийского союза город Галиарт. Лисандру, прибывшему раньше Павсания, удалось убедить власти города Орхомена выйти из Беотийского союза, и орхоменцы тоже пошли в атаку на Галиарт. Там Лисандр погиб в битве после того, как его войска приблизились к стенам города. Итог битвы был неопределённый. Спартанцы понесли большие потери, но победили отряд фиванцев, преследовавший их до неудобной гористой местности, где фиванцы попали в невыгодное положение и потеряли около 200 человек. Павсаний, прибыв день спустя, забрал тела мёртвых спартанских воинов и возвратился в Спарту.